# Cylindromyia
Cylindromyia – rodzaj muchówek z rodziny rączycowatych (Tachinidae).

## Wybrane gatunki
- Podrodzaj Apinocyptera Townsend, 1915
  - C. nana (Townsend, 1915)[2]
  - C. platensis Guimarães, 1976[3]
  - C. signatipennis (Wulp, 1892)[3][2]
  - C. thompsoni Guimarães, 1976[3]

- Podrodzaj Calocyptera Herting, 1983
  - C. intermedia (Meigen, 1824)[1][2]

- Podrodzaj Conopisoma Speiser, 1910
  - C. rufipes (Meigen, 1824)

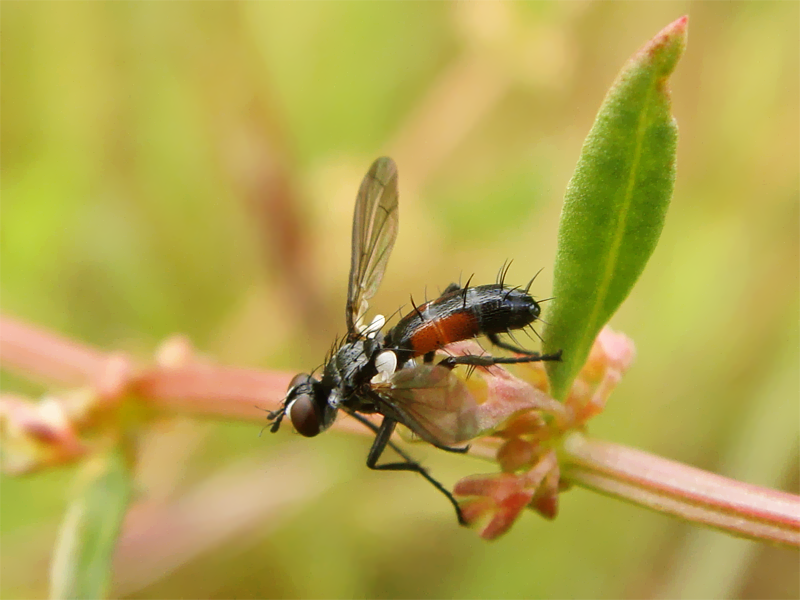
Cylindromyia brassicaria

- Podrodzaj Cylindromyia Meigen, 1803[1]
  - C. aldrichi Cortés, 1944[3]
  - C. alticola Aldrich, 1926[2]
  - C. angustipennis Herting, 1983[1]
  - C. anthracina Guimarães, 1976[3]
  - C. apicalis Bigot, 1878[3]
  - C. armata Aldrich, 1926[2]
  - C. arnaudi Guimarães, 1976[3]
  - C. atra (Röder, 1885)[2][3]
  - C. bakeri Aldrich, 1926[3]
  - C. bicolor (Olivier, 1812)
  - C. binotata (Bigot, 1878)[2]
  - C. brasiliana Townsend, 1927[3]
  - C. brassicaria (Fabricius, 1775)[1]
  - C. brevicornis (Loew, 1844)
  - C. californica Bigot, 1878[3]
  - C. carinata Townsend, 1927[3]
  - C. decora Aldrich, 1926[3][2]
  - C. dorsalis (Wiedemann, 1830)[3]
  - C. euchenor (Walker, 1849)[2]
  - C. fumipennis (Bigot, 1878)[2]
  - C. minor (Roeder, 1885)[3]
  - C. nigra (Bigot, 1885)[3]
  - C. obscura (Bigot, 1885)[3]
  - C. pilipes (Loew, 1844)
  - C. pirioni (Townsend, 1931)[3]
  - C. porteri (Brethes, 1925)[3]
  - C. propusilla Sabrosky & Arnaud, 1955[3][2]
  - C. uniformis Aldrich, 1926[3][2]
  - C. uruguayensis Guimarães, 1976[3]
  - C. xylotina (Egger, 1860)

- Podrodzaj Dupuisia Lehrer, 1973
  - C. crassa (Loew, 1845)

- Podrodzaj Exogaster Róndani, 1856
  - C. rufifrons (Loew, 1844)

- Podrodzaj Gerocyptera Townsend, 1916
  - C. petiolata (Townsend, 1927)[1]

- Podrodzaj Ichneumonops Townsend, 1908
  - C. mirabilis (Townsend, 1908)[2]

- Podrodzaj Malayocyptera Townsend, 1926
  - C. pandulata (Matsumura, 1916)[1]
  - C. umbripennis (van der Wulp, 1881)[1]

- Podrodzaj Neocyptera Townsend, 1916
  - C. arator Reinhard, 1956[1]
  - C. auriceps (Meigen, 1838)
  - C. compressa Aldrich, 1926[2]
  - C. hermonensis Kugler, 1974
  - C. interrupta (Meigen, 1824)[1]

- Podrodzaj Ocypterula Róndani, 1856
  - C. pusilla (Meigen, 1824)

- Podrodzaj Plesiocyptera Brauer & von Bergenstamm, 1893
  - C. rubida (Loew, 1854)

- Nie umieszczone w żadnym podrodzaju
  - C. aurora Herting, 1983
  - C. evibrissata (Townsend, 1927)[1]
  - C. flavitibia Sun & Marshall, 1995[1]
  - C. fuscipennis (Wiedemann, 1819)[1]
  - C. gemma (Richter, 1972)
  - C. luciflua (Villeneuve, 1944)[1]
  - C. orientalis (Townsend, 1927)[1]
  - C. scapularis (Loew, 1845)
  - C. tibetensis Sun & Marshall, 1995[1]